# San Crisogono

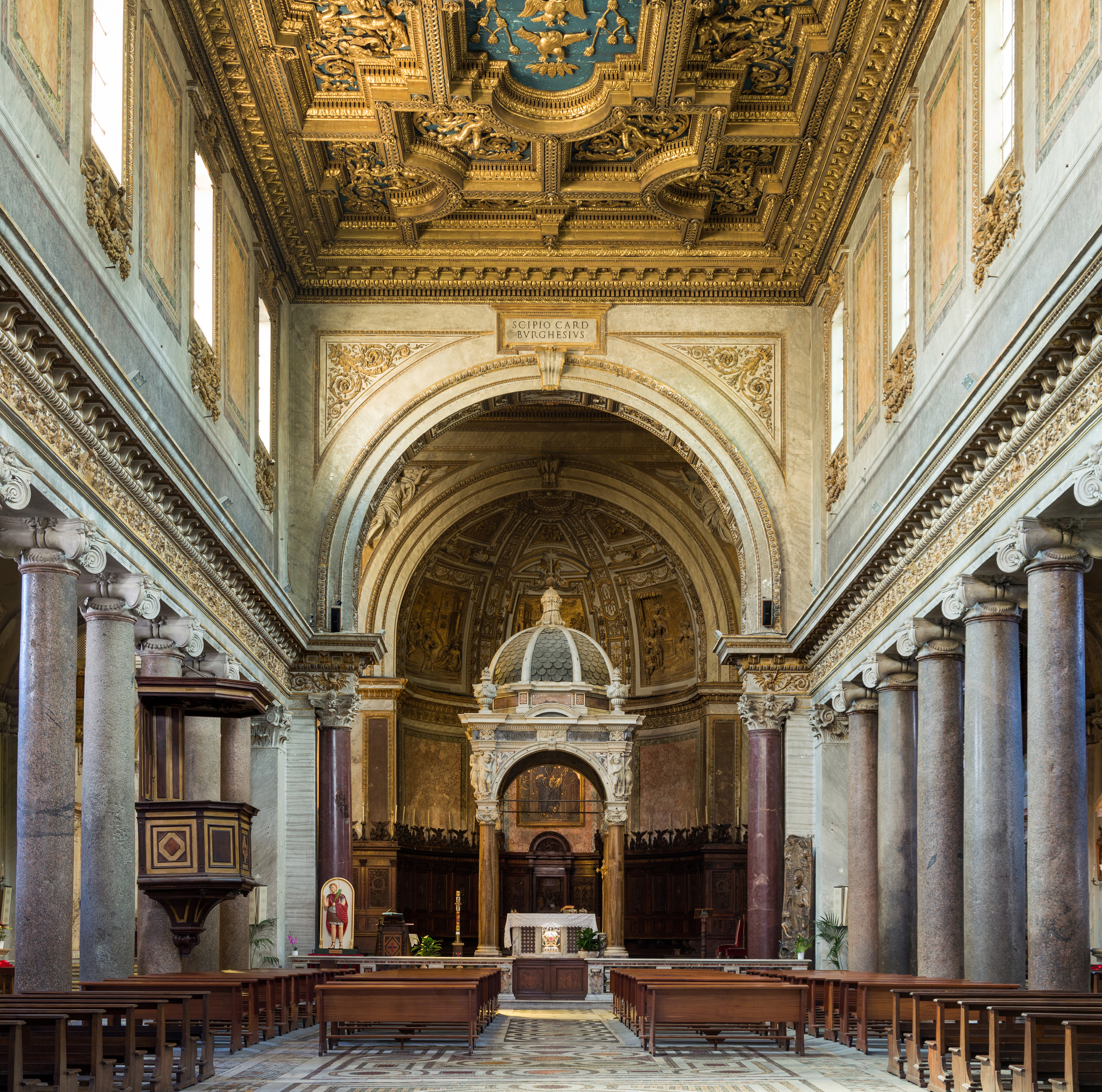
Das Innere der Kirche mit den 22 antiken Granit- und den beiden antiken Porphyrsäulen am Triumphbogen

Die Basilika San Crisogono (lateinisch Sancti Chrysogoni), vollständig Basilica di San Crisogono in Trastevere, ist eine Kirche in Rom. Sie ist Pfarrkirche der gleichnamigen Pfarrei und Titelkirche der römisch-katholischen Kirche. Sie steht im Rang einer Basilica minor und war Nationalkirche der Sarden und Korsen.

## Lage und Übersicht
Die Basilika liegt auf der rechten Tiberseite im XIII. römischen Rione Trastevere; das war zur Bauzeit an dem innerstädtischen Teilstück der Via Aurelia und heute etwa 200 Meter südlich des Ponte Garibaldi, mit der Hauptfassade an der Piazza Sidney Sonnino; das nördliche Seitenschiff grenzt an die Piazza San Giovanni de Matha.
Der sakrale Bezirk von San Crisogono umfasst:
- die Reste eines antiken Wohnhauses aus dem 2. Jahrhundert,
- Einrichtung eines Sakralraums in dieser domus zu Beginn des 4. Jahrhunderts,
- Erweiterung zu einer einschiffigen Hallenkirche in der Mitte des 5. Jahrhunderts,
- Umbau und Vergrößerung dieser Kirche um 735 (Unterkirche),
- Neubau der heutigen Basilika ab 1129.

## Patrozinium
In den römischen Synodalakten wird bereits 499 ein titulus Chrysogoni erwähnt, der dann im 6. Jahrhundert abgewandelt worden ist in titulus sancti Chrysogoni und titulus beati martyris Crisogoni. Das Leben des Märtyrers Chrysogonus von Aquileia ist nicht gesichert; er soll zunächst in Rom gelebt haben, u. a. als geistlicher Begleiter der hl. Anastasia, bei den Christenverfolgungen unter Kaiser Maximian gefangen genommen und um 303 in Aquileia hingerichtet worden sein.
Weil sein Gedächtnis bereits in der Mitte des 4. Jahrhunderts in Aquileia gefeiert worden ist, nimmt man an, dass sein Kult und wahrscheinlich auch seine Reliquien spätestens im 5. Jahrhundert von Aquileia nach Rom in die Kirche in Trastevere übertragen wurden. Es wäre aber auch denkbar, dass es sich im 5. Jahrhundert in Trastevere um einen Stifter Chrysogonus des gleichnamigen titulus gehandelt hat, der dann im 6. Jahrhundert als Heiliger betrachtet und in den römischen Messkanon aufgenommen wurde.

## Baugeschichte

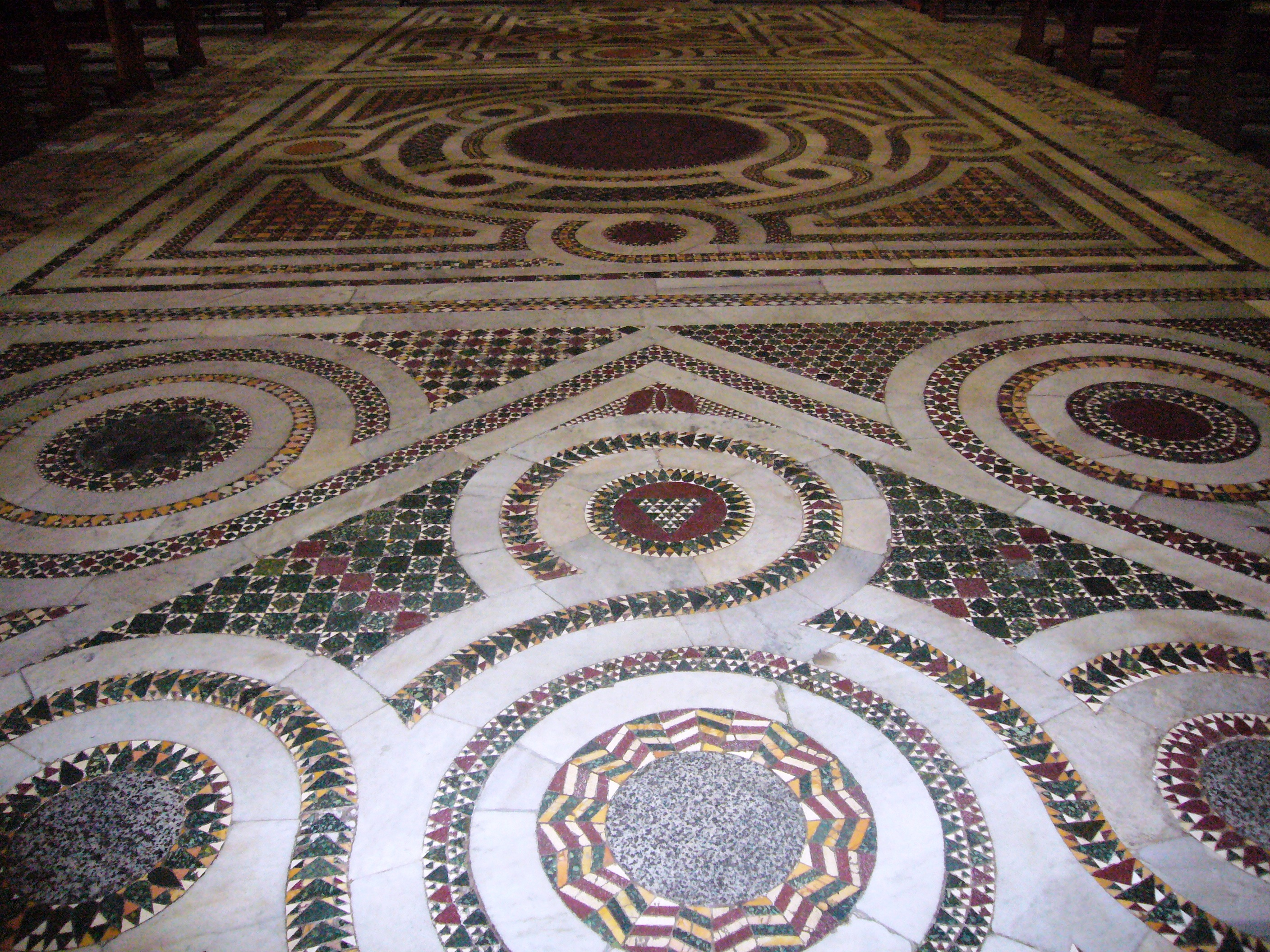
Fußboden mit Kosmatenarbeit

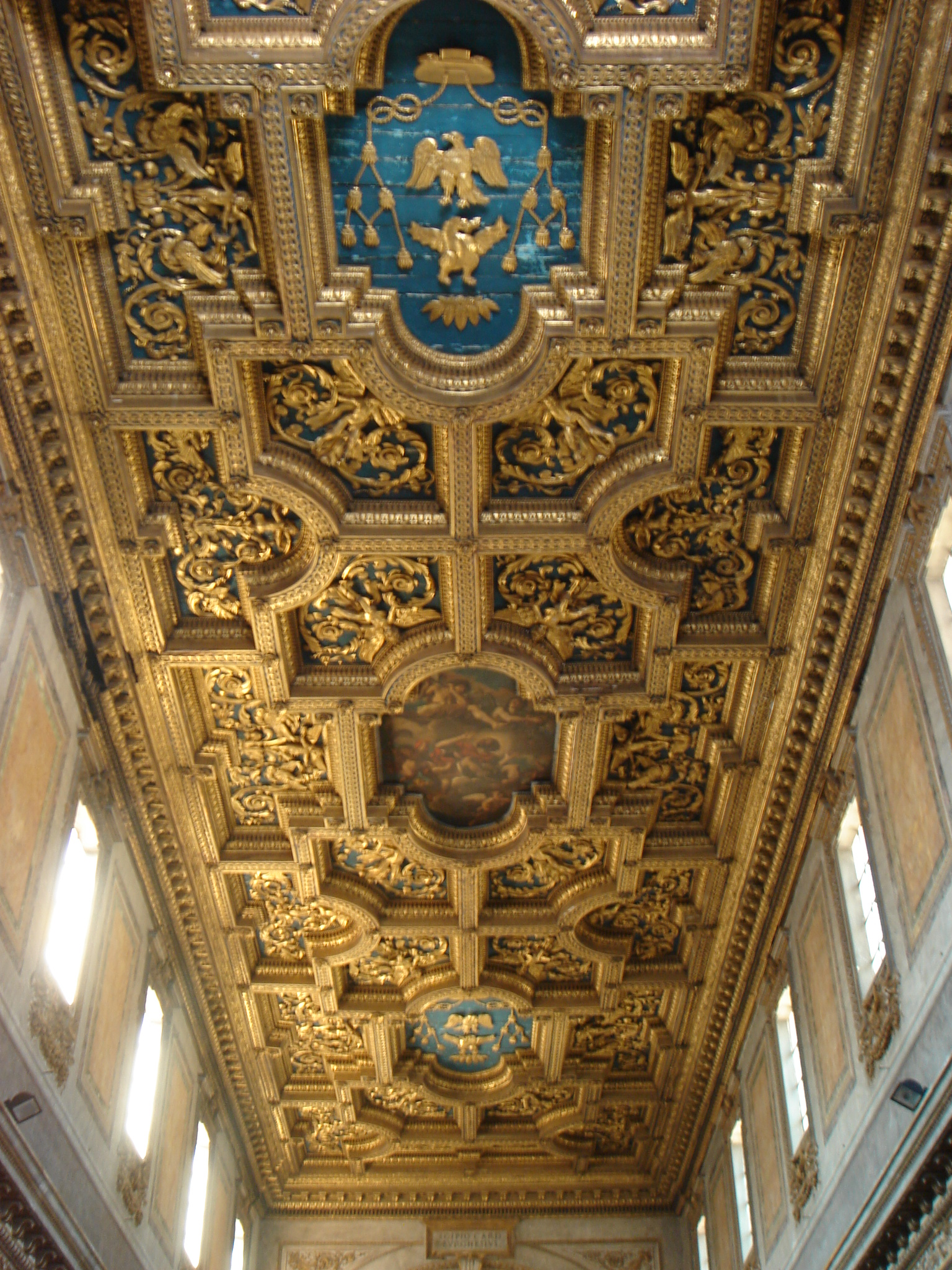
Die Decke des 17. Jahrhunderts mit dem Borghese-Wappen

Nach dem Ergebnis der archäologischen Grabungen ist davon auszugehen, dass Anfang des 4. Jahrhunderts der Saal (34 × 18 m) eines Wohnhauses (domus) aus dem 2. Jahrhundert als sakraler Raum eingerichtet war.
Mitte des 5. Jahrhunderts wurde dieser Saal zu einer einschiffigen Hallenkirche (ca. 50 m lang) erweitert. Diese frühchristliche Kirche hatte eine hufeisenförmige Apsis im Westen sowie im Osten Narthex und Portikus. Neben der Apsis befanden sich zwei Seitenräume (Pastophorien), die wohl aus dem System des oströmischen Kirchenbaus übernommen worden waren. Der linke Raum enthielt ein Baptisterium mit einem innen runden und außen sechseckigen Taufbecken; im rechten Raum war die Sakristei untergebracht. Die Wände der Apsis waren mit Marmorplatten verkleidet, die Längswände mit gerafften Vorhängen dekoriert. Um das Jahr 600 wurde noch eine Confessio zur Reliquienverehrung und eine Schola cantorum eingebaut.
Papst Gregor III. (731–741) veranlasste, dass unter dem gleichzeitig erhöhten Presbyterium eine Ringkrypta eingebaut wurde, die mit den Krypten von Alt-St. Peter und San Pancrazio zu den ältesten in Rom gehört. Sie enthielt einen Umgang an der inneren Apsisrundung mit Zugang vom Apsisscheitel zu der Confessio über dem Märtyrergrab. Neben der Kirche gründete Papst Gregor III. ein Benediktiner-Kloster, das den hll. Stephanus, Laurentius und Chrysogonus geweiht war. Mitte des 11. Jahrhunderts wurde das Langhaus mit Fresken geschmückt, die das Leben des hl. Benedikt von Nursia behandeln.
Papst Calixt II. (1119–1124) ließ ab 1123 auf der Nordseite der inzwischen baufälligen frühchristlichen Kirche den Neubau einer dreischiffigen Basilika  mit einem Campanile errichten, der 1129 fertiggestellt war. Dabei musste die Bodenplatte um 5 Meter erhöht werden, um sie dem inzwischen angehobenen Bodenniveau anzupassen.
Zwischen 1620 und 1623 erfolgte die Barockausstattung der Basilika, wobei die mittelalterliche Baustruktur weitgehend erhalten blieb.

## Grundstruktur

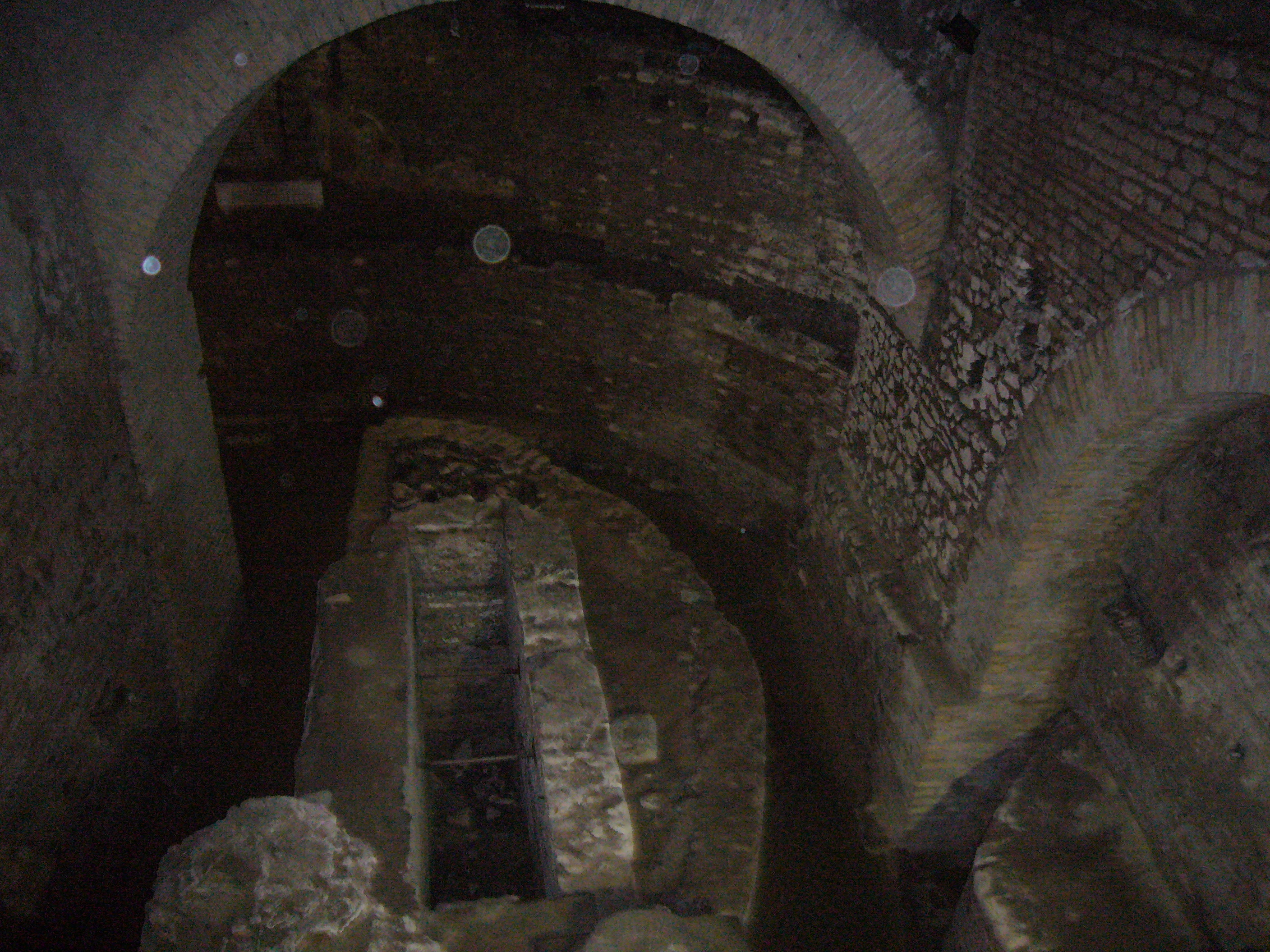
Alte Apsis und Krypta

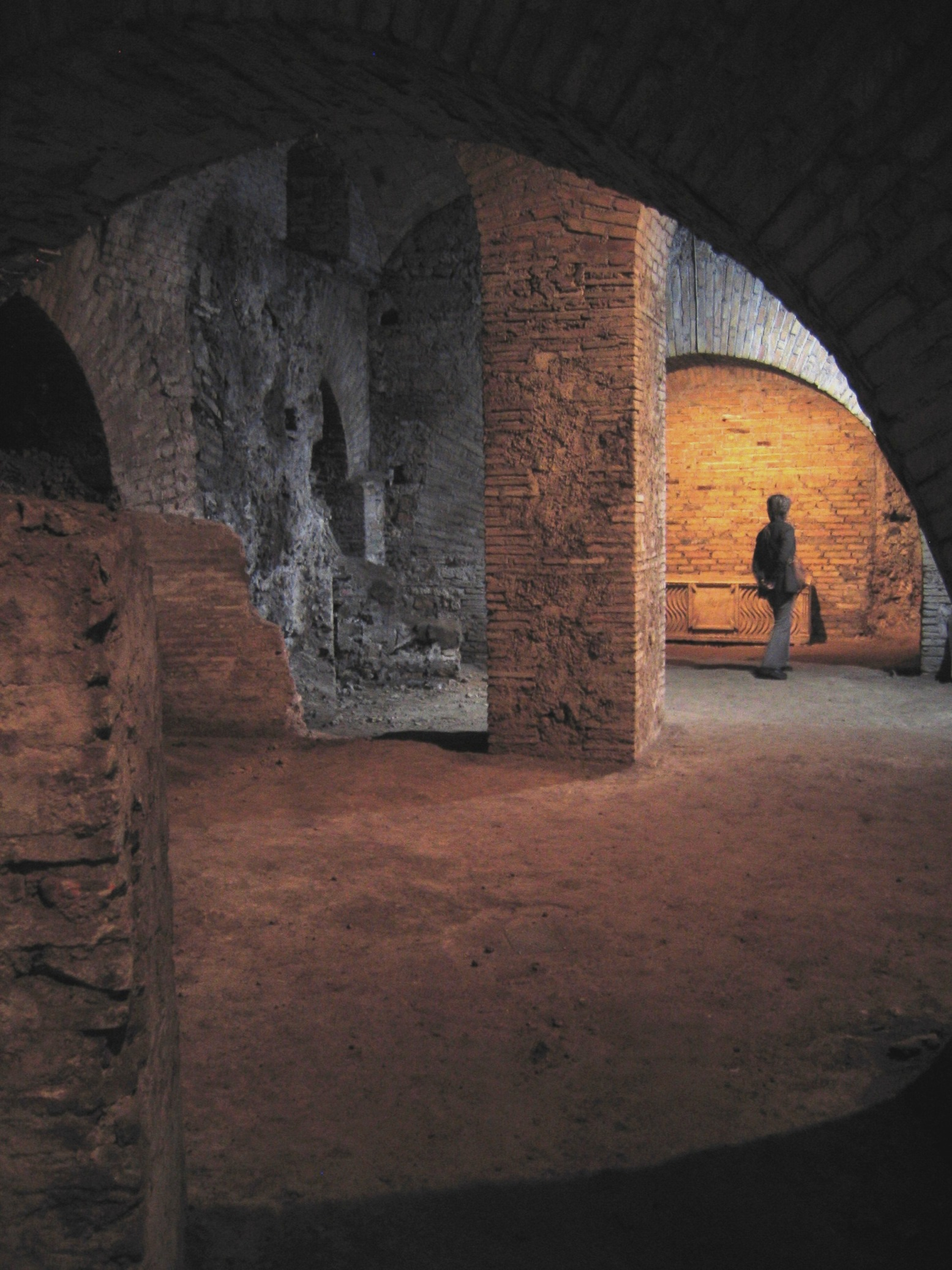
Krypta

Bei dem mittelalterlichen Bau handelt es sich um eine Basilika mit breitem Mittelschiff und schmalen Seitenschiffen (ca. 58 × 23 m), mit einer eingezogenen Apsis im Westen und mit einer Portikus im Osten sowie mit einem Querhaus, das mit den Seitenschiffen bündig abschließt.

## Äußeres
Die barocke Fassade wurde 1626 nach Entwürfen von Giovanni Battista Soria ausgeführt. In der Vorhalle tragen vier toskanische Säulen (von der mittelalterlichen Vorhalle) und vier Pilaster-Pfeiler einen Architrav mit Segmentgiebel, am Rand zwei Rundbogenportale. Der Architrav wird von Flammenvasen aus Travertin sowie je einem Adler und einem geflügelten Drachen (Wappentiere des Scipione Borghese) bekrönt. Die zurückliegende Kirchenwand ist als schlichte Fassade mit Dreiecksgiebel und Fensteröffnung gestaltet.
Die Schmuckformen des Campanile aus dem 12. Jahrhundert beginnen unten mit flachen Blendarkaden (2 Geschosse), darüber Rundbogenfenster (zweimal) und im obersten Geschoss zwei Biforienfenster mit Marmorsäulchen. Das Pyramidendach stammt aus dem 17. Jahrhundert.

## Inneres
Im Mittelschiff tragen 22 antike Spoliensäulen aus rotem und grauem Granit den barock dekorierten Architrav. Im Obergaden sind die ursprünglichen Rundbogenfenster durch barocke Rechteckfenster ersetzt worden. Der Triumphbogen wird von zwei besonders großen antiken Porphyrsäulen mit korinthischen Kapitellen gestützt; es sollen die größten ihrer Art in Rom sein.

## Ausstattung
Zur Ausstattung des Presbyteriums gehörten ursprünglich eine Schola cantorum mit zwei Marmorkanzeln, Chorschranken und Osterleuchter.
Eine Besonderheit bildet der Fußbodenbelag in reicher Kosmatenarbeiten, der zu den schönsten in Rom gehört. Er ist aus Marmorteilen von kaiserzeitlichen Wandverkleidungen gefertigt und stammt zum größten Teil noch aus der Zeit um 1129. In der Hauptachse liegt eine große Rundscheibe aus Porphyr.
Die prächtig geschmückte kassettierte Decke (um 1620) enthält unter anderem das Wappen des Kardinals Scipione Borghese und eine Kopie des Gemäldes San Crisogono in Gloria von Guercino.

### Apsis
Von der mittelalterlichen Ausschmückung der Apsis ist nur wenig erhalten.
Die um 1280 entstandenen Mosaiken zeigen Madonna mit dem Jesuskind auf einem Thron zwischen dem heiligen Sebastian und dem heiligen Chrysogonus; sie sind der Schule des Pietro Cavallini zugeschrieben worden.
Die Altarmensa, noch mit Teilen des mittelalterlichen Altars, wird von einem barocken Ziborium bekrönt. Unter dem Altar werden Reliquien des Märtyrers Chrysogonus aufbewahrt.

### Sakramentskapelle
Die Sakramentskapelle (auf der rechten Seite des Hochaltars) wurde um 1653 nach Entwürfen von Gian Lorenzo Bernini umgebaut.

### Erlöserkapelle
In der Kapelle links des Hochaltars befindet sich eine Reliquie des Giovanni de Matha, dem Gründer des Trinitarierordens.

### Kapelle der seligen Anna Maria Taigi
Die Kapelle auf der linken Seite des Kirchenschiffs, vor dem Chor und neben der Sakristei, ist nach der seligen Anna Maria Taigi benannt, die dort beigesetzt ist. Ihr Glassarkophag befindet sich unter der Mensa des Altars.

## Unterkirche

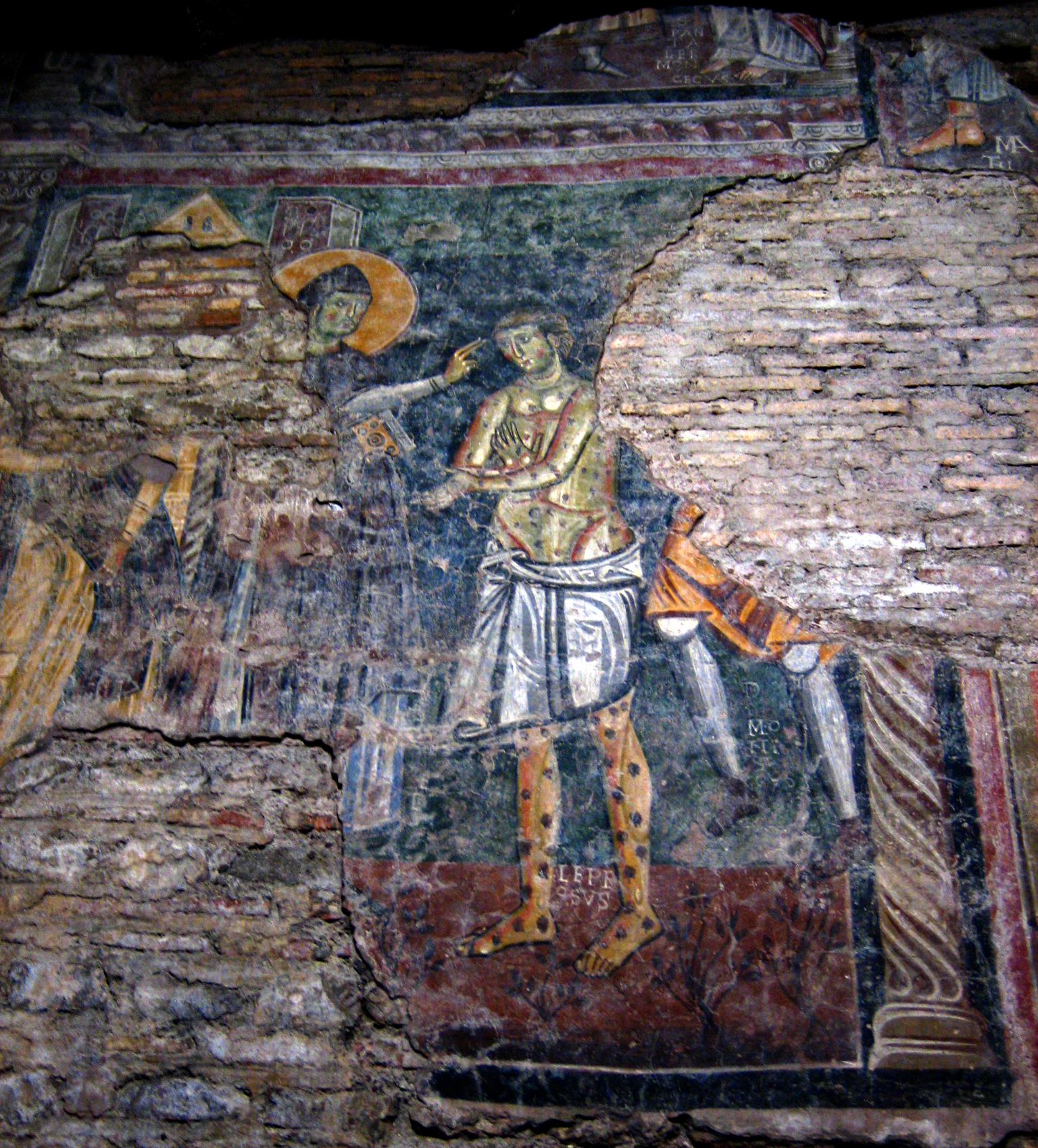
„Der hl. Benedikt heilt einen Aussätzigen“

Der über eine Treppe in der Sakristei erreichbare Vorgängerbau der heutigen Basilika wurde in drei Grabungskampagnen, 1907, 1914 und 1923–24 ausgegraben und wird heute als Unterkirche bezeichnet. Zu erkennen sind die Grundrisse der Kirchen des 5. und 8. Jahrhunderts sowie Fragmente von Wandmalereien verschiedener Jahrhunderte von 8. bis in das 11. Jahrhundert. Es finden sich u. a. Fresken mit der Darstellung der Heiligen Benedikt, Pantaleon, Silvester und Katharina von Alexandrien aus der Mitte des 11. Jahrhunderts. Der Auftraggeber ist unbekannt, durch die Nähe zur gregorianischen Reform und zu Montecassino ist aber eine Herkunft aus den Reformkreisen möglich. In Frage kommen der Kardinalpriester von S. Crisogono, Friedrich von Lothringen, der spätere Papst Stephan IX., sowie seine Nachfolger als Kardinäle von S. Crisogono, Stephanus und Petrus II.

## Kardinalpriester
- Liste der Kardinalpriester von San Crisogono